# Charlie Conacher
Charles William „Charlie“ Conacher (* 20. Dezember 1909 in Toronto, Ontario; † 30. Dezember 1967) war ein kanadischer Eishockeyspieler, der von 1929 bis 1941 für die Toronto Maple Leafs, Detroit Red Wings und New York Americans in der National Hockey League spielte.

## Karriere

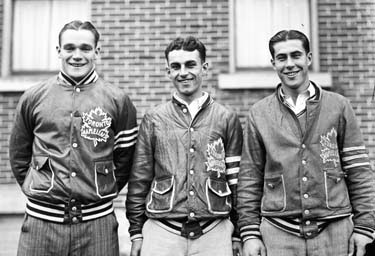
Die „Kid-Line“ mit Conacher, Primeau und Jackson (v. l. n. r.)

Conacher wuchs in einem Slum in Toronto auf und während sein älterer Bruder Lionel, der später zu Kanadas Sportler der ersten Hälfte des 20. Jahrhunderts gewählt wurde, schon ein Star im Eishockey, Football, Lacrosse und Baseball war, spielte der schlechte Schlittschuhläufer noch im Jesse Ketchum Park. Conacher arbeitete hart an seiner Technik und 1929 war er bereit für die NHL. Im Laufe der ersten Saison kam er in eine Reihe mit Joe Primeau und Busher Jackson und bildete mit ihnen die „Kid-Line“. Er hatte den härtesten Schuss der NHL und war der Antrieb von Torontos erster Reihe. Während er sich im täglichen Leben als Gentleman zeigte, konnte er auch anders. Bei einer Meinungsverschiedenheit mit seinem Teamkollegen Baldy Cotton überzeugte er diesen von seinem Standpunkt, in dem er ihn im siebten Stock aus dem Fenster hielt. Verletzungen zwangen ihn mit 31 Jahren seine Karriere zu beenden, die ihren Höhepunkt mit dem Stanley-Cup-Gewinn 1932 hatte.
Er starb kurz nach seinem 58. Geburtstag an Speiseröhrenkrebs.
1961 wurde er mit der Aufnahme in die Hockey Hall of Fame geehrt. Nachdem 1998 auch Roy Conacher in die Hall of Fame aufgenommen wurde, sind die Conachers mit Charlie, Lionel und Roy die einzigen drei Brüder in der Hall of Fame.
Auch sein Sohn Pete spielte in der NHL.

## Sportliche Erfolge
- Memorial Cup: 1929
- Stanley Cup: 1932

### Persönliche Auszeichnungen
- First All-Star Team: 1934, 1935 und 1936
- Second All-Star Team: 1932 und 1933
- NHL-Topscorer: 1934 und 1935 (später wurde hierfür die Art Ross Trophy vergeben)
- Bester Torschütze: 1931, 1932, 1934, 1935 und 1936 (später wurde hierfür die Maurice Richard Trophy vergeben)